# Wilhelm von Kaulbach

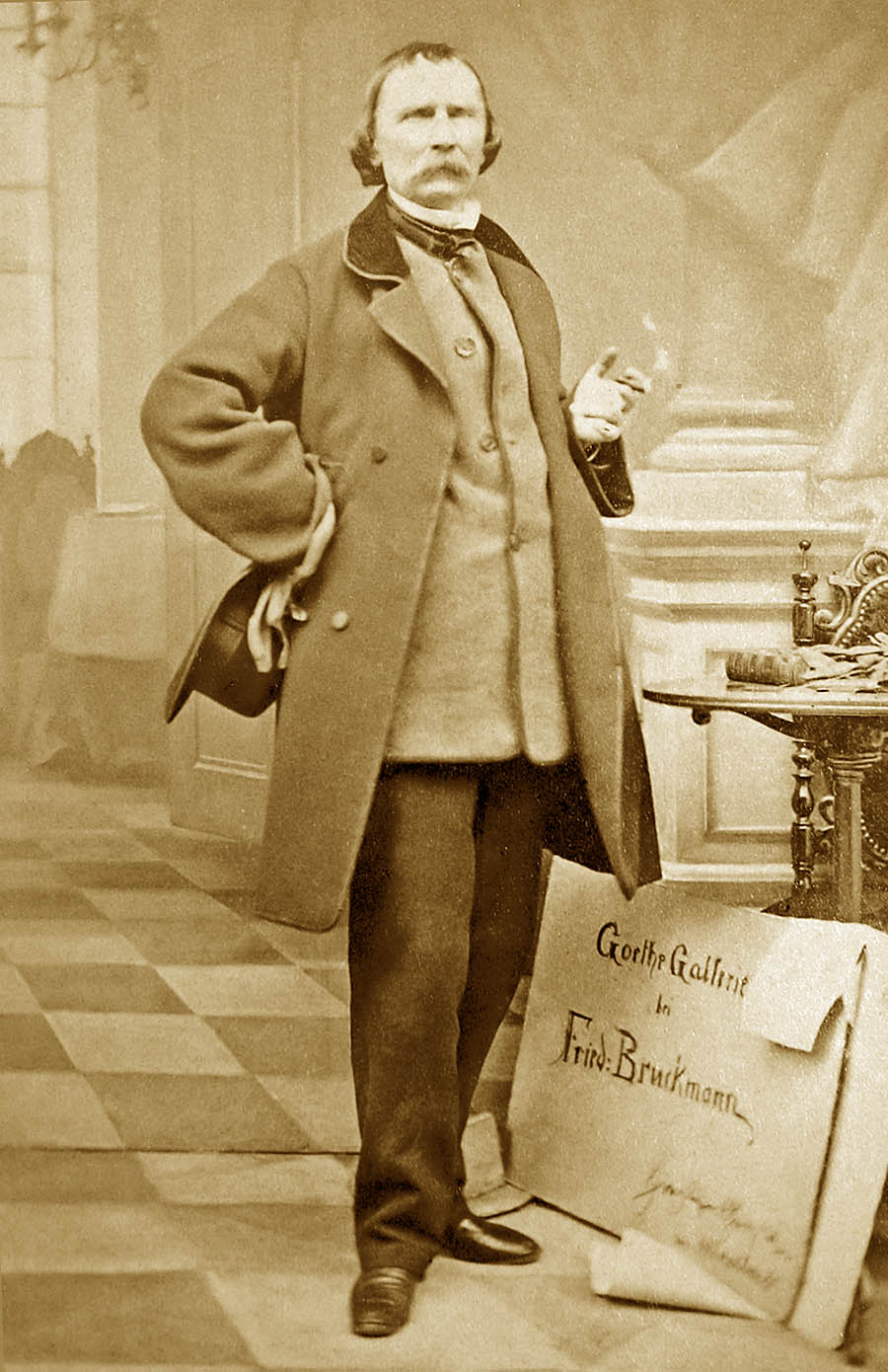
Wilhelm von Kaulbach.

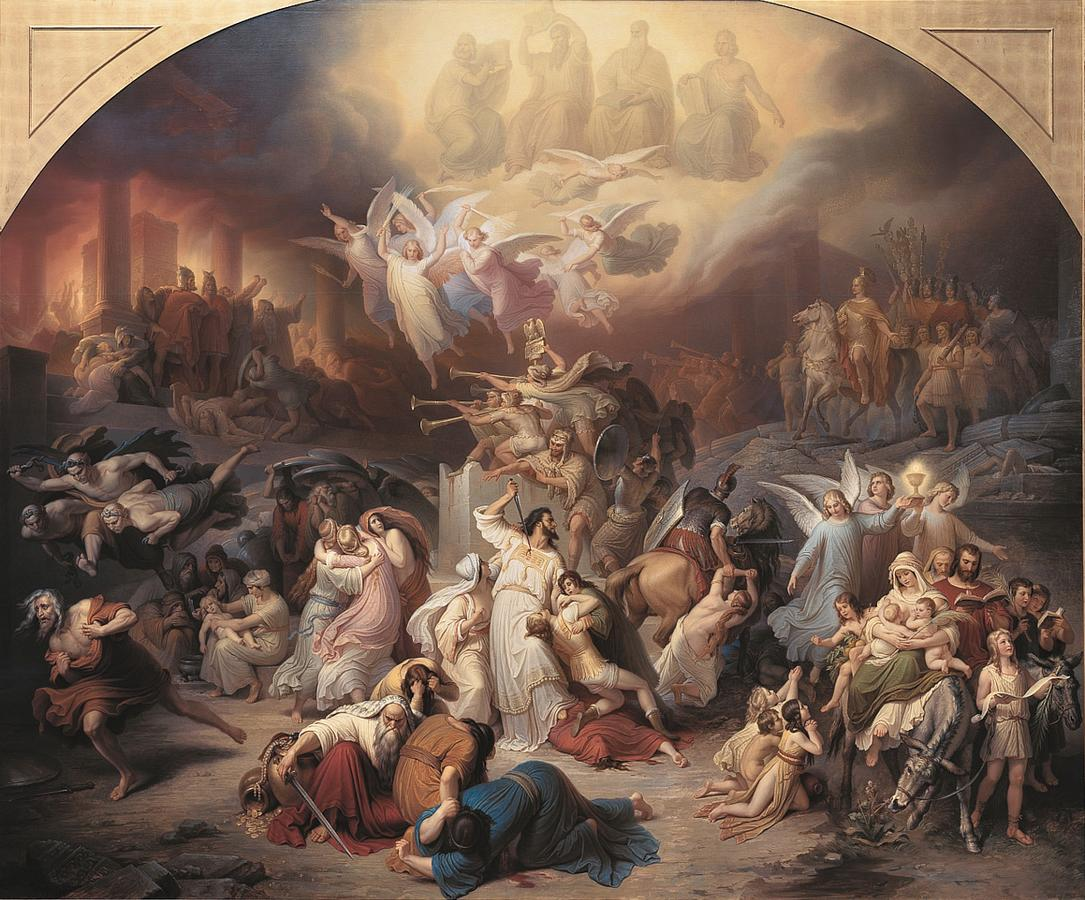
Jerusalems förstöring (Neue Pinakothek, München)

Wilhelm von Kaulbach, född 15 oktober 1805 i Arolsen, Waldeck-Pyrmont, död 7 april 1874 i München, var en tysk målare. Han var far till Hermann von Kaulbach och farbror till Friedrich Kaulbach.

## Biografi
Kaulbach, vars far var guldsmed samt porträtt- och miniatyrmålare, kom till Düsseldorf 1821, blev lärjunge till Peter von Cornelius och följde denne till München, då han flyttade dit 1825. Där målade han under Cornelius ledning några väggbilder i Königsbau, motiv ur Friedrich Gottlieb Klopstock, Christoph Martin Wieland och Johann Wolfgang von Goethe, och väckte uppseende med Anakreon med sin älskade, väggmålning i slottet Rosenstein vid Stuttgart. Teckningen Das Narrenhaus med motiv från hospitalet i Düsseldorf visar honom som skarp iakttagare och fysionomist, ett ämne till en tysk William Hogarth. 
Det monumentala måleriet var emellertid det område han liksom de övriga av Cornelius lärjungar huvudsakligen odlade. Hans första stora verk i denna riktning var Hunnerslaget (1834–1837; en färgskiss finns i Stuttgart, ett senare exemplar i stor skala i Raczynskiska samlingen i Posen), utförd brunt i brunt och snarare att betrakta som en stor kartong än en målning. År 1837 börjades Jerusalems förstöring (i Neue Pinakothek, München), mindre än den föregående, men utförd enligt samma grundsatser. Till denna tid hör även hans illustrationer till Goethes Reinecke Fuchs, som gjorde Kaulbach högst populär. 
Under ett halvt års vistelse i Italien 1838 övade han sig energiskt i oljemålning efter levande modell. År 1847 blev han direktör för Münchenakademien och fick samma år i uppdrag att smycka trapphuset i Neues Museum i Berlin med en serie stora väggmålningar. Dessa – som var under arbete i 16 somrar – utfördes ej i freskteknik, utan med torr färg. Ämnet var världshistoriens olika skeden eller dess mest betydelsefulla moment. Hunnerslaget och Jerusalems förstöring upprepades här i större skala, de övriga motiven var Babels torns fall, Greklands blomstring, Korsfararna framför Jerusalem och Reformationens tid, sistnämnda komposition upptagande reformationens stridsmän och gynnare under 1400–1600-talen, samlade i en kyrka –, idén och anordningen efter Rafaels "Skolan i Aten". De sex stora målningarna omsluts av friser och allegoriska figurer. 
Vid mitten av 1850-talet tillkom de fresker, med vilka det gamla Neue Pinakotheks i München yttermur smyckades (färgskisserna förvaras i pinakoteket, själva freskerna, som utfördes av Kaulbachs medhjälpare, utplånades efterhand av väder och vind och förstördes slutgiltigt vid  bombangreppen mot staden 1945). Serien var avsedd att skildra konsternas uppsving i München under kung Ludvig I:s beskydd. Kaulbach tog sig för att karikera det han borde förhärliga, han gycklade tämligen omilt med både peruktidens och romantikens koryféer. Bilderna väckte en storm av harm. Bland Kaulbachs monumentalmålningar från de följande åren märks Otto III i Karl den stores grav (1859, i Germanisches Museum i Nürnberg), Slaget vid Salamis (i Maximilianeum, München, kartong i Berlins nationalgalleri), Nero (1873), Syndafloden (kartong). 
Kaulbach målade många porträtt (Ludvig I och Maximilian II samt ett par konstnärsporträtt i kostym finns i Neue Pinakothek) samt utgav planschverken Goethes kvinnobilder, Scener ur Schillers dramer (ett par scener ur "Maria Stuart" i kolteckning, 1867, finns i Berlins nationalgalleri) och utförde även illustrationer till William Shakespeares och till Richard Wagners operor (de sistnämnda för Ludvig II). Att nämna är även de politisk-satiriska teckningarna Dödsdansen (1869) och Den helige tyske Michaels apoteos (utgavs efter konstnärens död). 
Kaulbach bildar övergången mellan Cornelius stränga formalism och den populariserande historiska illustrationskonst, som blev typisk för Münchenmåleriet en tid framåt. Spekulativt anlagd, sökte han svåra och djupsinniga uppgifter, var i grunden ironiker och kan även kallas huvudsakligen illustratör. Han hyllades på sin tid som den främste historiemålaren bland Cornelius efterföljare.

## Övrigt
Asteroiden 5491 Kaulbach är uppkallad efter honom.